# STS-95
STS-95 — космический полёт MTKK «Дискавери» по программе «Спейс Шаттл» (92-й полёт программы). Старт состоялся 29 октября 1998 года из Космического центра Кеннеди (штат Флорида).
Программа полета STS-95 предусматривала выведение и возвращение спутника Spartan 201 для исследований Солнца, запуск малого спутника Pansat, отработку аппаратуры для Космического телескопа имени Хаббла и проведение большого объёма экспериментов, включая медико-биологические эксперименты на 77-летнем Джоне Гленне.

## Экипаж
- (НАСА): Кёртис Браун (5)[5] — командир;
- (НАСА): Стивен Линдси (2) — пилот;
- (НАСА): Стивен Робинсон (2) — специалист по программе полёта-1, руководитель работ с полезной нагрузкой;
- (НАСА): Скотт Паразински (3) — специалист по программе полёта-2, бортинженер;
- (ЕКА): Педро Дуке (1) — специалист по программе полёта-3;
- (JAXA): Тиаки Мукаи (2) — специалист по полезной нагрузке-1;
- (НАСА): Джон Гленн (2) — специалист по полезной нагрузке-2.

## Параметры полёта
- Наклонение орбиты — 28,45°;
- Период обращения — 96,0 мин;
- Перигей — 550 км;
- Апогей — 561 км.

## Эмблема
Считается, что эмблема, разработанная членами экипажа, отражает научные, технические и исторические элементы полёта. Шаттл «Дискавери» изображён взмывающим над лимбом Земли в свете восходящего Солнца, что символизирует глобальное значение научных задач экспедиции по изучению Земли и Солнца на борту автономного спутника Spartan.
Эмблема включает космический корабль «Меркурий», замыкающий орбиту вокруг шаттла, и вписанную в композицию цифру «7», что символизирует связь первого орбитального полёта Джона Гленна на корабле «Фрэндшип-7» и экспедиции шаттла «Дискавери», в составе экипажа которого легендарный астронавт совершает свой второй полёт.
Три языка ракетного пламени позади космического корабля символизируют три главных области проводящихся на борту исследований: материаловедение в условиях микрогравитации, медицинские исследования, астрономия.